# 西昌公交
西昌公交是四川省涼山彝族自治州西昌市的已被合併的公共汽車系統，合併前覆蓋西昌市城區以及小廟鄉，四合鄉，高梘鄉，川興鎮，西郊鄉等周邊鄉鎮。擁有三个客运总站、6个机关科室、1个全资子公司（正清公交出租车公司），拥有三个综合（袁家山车场、川兴车场和胜利北路车场)，场站总面积达19300平方米;目前公司拥有员工969人，66辆出租车，311辆营运公交车，23条固定客运线路，年客运量5750万人次，年客运里程1203万公里。

## 運營公司
西昌公交由西昌市公共交通公司運營。

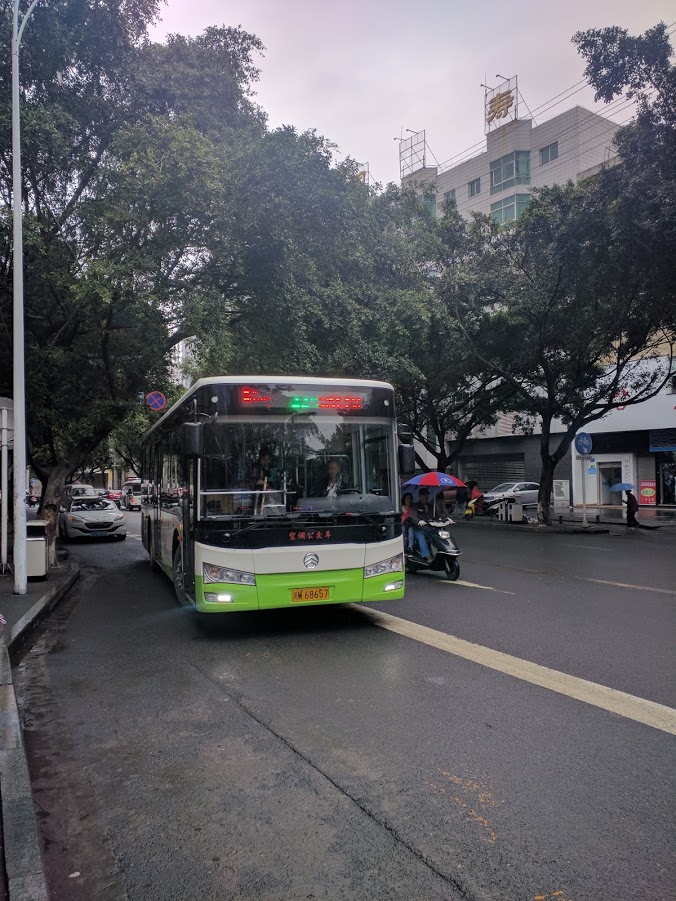
西昌公交22路車輛正駛入馬水河站

西昌市公共交通公司创建于1966年10月，是涼山州唯一一家國有城市公交企業。

## 歷史
- 1966年西昌公共汽車站開闢西昌-小廟，西昌-新村客運路線。

- 1976-1977年西昌地區公共交通公司曾在德昌縣境內經營德昌-錦川，德昌-六所，德昌-黃水條客運路線。
- 1988年前，客運路線為十條，計有西昌至大橋，月華，黃水，大箐，馬道，火車站（西昌站），河西，果園橋，經久，川興。1990年，經營的客運路線為9條，單程132.5公里，每日公共汽車197次（冬季為209次）[2]

## 運營路線

### 編號規則
除201路，202路（已停辦）為特例外，西昌公交的路線均為1-99間的數字。

### 運營中線路列表
數據截止2017年6月
| 線路編號 | 運行路線                              | 運營時間    | 是否空調                       | 全程票價 |
| -------- | ------------------------------------- | ----------- | ------------------------------ | -------- |
| 1路      | 夢裡水鄉濕地↺四牌樓                   | 06:40-21:10 | 否                             | 1元      |
| 2路      | 高梘鄉政府↺馬水河                     | 06:40-21:00 | 否                             | 1元      |
| 3路      | 63790部隊↔武警州支隊二大隊            | 06:35-21:30 | 否                             | 1元      |
| 4路      | 西昌學院西校區（教育學院）↔民族風情園 | 06:40-21:30 | 否                             | 1元      |
| 5路      | 四合鄉↔殯儀館                         | 07:00-19:00 | 否                             | 1元      |
| 6路      | 月城廣場↔火車站                       | 06:30-21:30 | 是                             | 2元      |
| 7路      | 公交袁家山車場↺高梘鄉政府             | 06:00-21:00 | 否                             | 1元      |
| 8路      | 長寧小區↔高梘鄉政府                   | 06:30-21:30 | 否                             | 1元      |
| 9路      | 市人民醫院↔外灘十六區                 | 06:40-21:00 | 否                             | 1元      |
| 10路     | 市公共交通公司↔南苑小區               | 06:40-21:30 | 否                             | 1元      |
| 11路     | 俊波學校↔火車站                       | 06:30-21:30 | 否                             | 1元      |
| 12路     | 西昌汽車旅遊客運中心↔火車站           | 06:00-21:30 | 是                             | 1元      |
| 13路     | 民族風情園↔天元駕校                   | 06:30-21:30 | 否                             | 1元      |
| 14路     | 三丫口↔觀海灣                         | 06:50-21:00 | 否                             | 1元      |
| 15路     | 西昌現代職業技術學校↔俊波學校         | 06:00-21:00 | 否                             | 1元      |
| 16路     | 大水溝↔火車站                         | 06:40-21:10 | 否                             | 1元      |
| 17路     | 長寧小區↔觀海灣                       | 07:00-19:00 | 否                             | 1元      |
| 19路     | 西昌現代職業技術學校↔月城廣場         | 06:40-20:00 | 否                             | 1元      |
| 20路     | 月城公寓↔市城管局                     | 06:40-21:30 | 否                             | 1元      |
| 21路     | 涼山監獄北小區↔陽光學校               | 06:40-21:00 | 否                             | 1元      |
| 22路     | 涼山州職業技術學校↔市公共交通公司     | 06:40-21:00 | 是                             | 2元      |
| 25路     | 月城廣場↔機務段                       | 06:20-21:10 | 否                             | 2元      |
| 201路    | 大水溝↔南壇農貿市場                   | 06:40-21:30 | 否（車內裝有空調設備但未使用） | 1元      |

## 合併
2017年7月1日，西昌公交與匯通公交合併，成立新公司月城公交。至此，西昌公交走入歷史。